# 피터슨 짐
피터슨 짐(영어: Peterson Gym)은 미국 캘리포니아주 샌디에고에 위치한 실내 경기장이다. 과거 ABA 샌디에고 컨키스타도르스의 홈경기장으로 사용했다.